# カン・ホドン
カン・ホドン（강호동、1970年7月14日 - ）は、大韓民国の元シルム選手、タレント、司会者。本貫は晋州姜氏。SM C&C所属。

## 経歴
馬山商高3年の時にプロシルムデビュー。卒業後、釜山朝興銀行チームに所属。当時の体格は身長182cm体重110kg。
イ・マンギと名勝負を繰り広げ、通算で白頭壮士を7回、天下壮士を5回獲得した。しかし1992年、23歳でシルムから引退する。その力は引退後も健在で、2008年に番組の企画で海兵隊員6人とシルムで対戦したところ、全勝した。
1993年、MBC特別採用コメディアンとして、芸能界デビュー。タレント、司会者として活躍する。
2000年代半ば～2010年代初頭までユ・ジェソクと共にいわゆる「国民MC」と呼ばれ、芸能大賞を二分したトップMCだった。特に、ホドンが出演したKBS「1泊2日」は2010年に最高視聴率45%を記録するなど、非常に大きな成功を収めた。
2011年9月、脱税問題が発覚して芸能活動を謹慎。その後、2012年11月に復帰した。
2012年放送復帰以後は最高全盛期より下がってきたが、依然として韓国最上位圏MCの一人として活躍している。そもそも復帰所感が以前までの私の放送は成功しなければならないという負担感があったが、復帰してみると放送自体が本当に幸せなことだったとして、そんな負担は少し下げることになったと吐露した。
特有の猛烈な進行スタイルのため人気ほど非好感度もあった進行者だったが、歳月が過ぎて以前より柔らかくなったという話も聞いている。おかげかアンチの割合も多く減った。
2024年3月、所属するエスエム・カルチャー&コンテンツの取締役に選任されたことが発表された。
副業として飲食店経営を行っており、韓国とアメリカ、日本に自分の名を冠した焼肉店がある。

## 音楽
- アルバム「Oh! Happy Day」2005年
- デジタルシングル「복을 발로 차버렸어 (I kicked my luck off) / 福を足で蹴ってしまった 」2018年 - M/V